# Sunnahbøn
Sunnahbøn ( arabisk: صلاة السنة, tyrkisk: sünnet namazları) er en anbefalet eller moralsk pligtig Salah (Islamisk Bøn), som kan være en tilføjelse til de 5 bønner, som er pligtige for alle muslimer og kan være en højtidlig bøn. Nogle sunnahbønner fuldføres fx om natten, og nogle gøres kun for specielle tider, såsom en betydelig hændelse (oversvømmelse, fødsel osv.) Alle disse bønner var fuldført af profeten Muhammed.   

## Tehadjud (Natbøn)
Skal ikke forveksles med Isha'a som er en obligatorisk bøn, en af de 5 bønner.
Tehadjud, også skrevet som Tahajjud (arabisk: صلاة التهجد), er en sunnah bøn som er fuldført om natten. Nogle lærte mener at det er anbefalet at den fuldføres efter at få sovet lidt om natten. Dog har lærte forskellige meninger omkring hvornår den skal fuldføres, om den skal fuldføres efter natten eller ej. I Saudi-Arabien skynder mange folk sig hjem efter Terawih-bønnerne så de kan nå at sove inden Tehadjud. Andre bliver i moskeen, laver Tehadjud efter Terawih og derefter går hjem. 
Tehadjud falder mellem Isha'a og Fadjr-bønnerne. Nogle lærte mener at det er anbefalet at fuldføre bønnen I den sidste tredjedel af natten. Each prayer for a Muslim is made up with repeated actions: from standing, to bowing on the floor, to standing again is called one raka'ah.
Hver eneste bøn for en muslim er bygget af gentagende handlinger: fra at stå til at bukke sig på jorden, og til at stå op igen er kaldt for en Rakat.
Tehadjud består af minimum 1 rakat og maksimum 11 rakat. Nogle mener at det skal være over 13 rakat, men det er en Bid'ah, en opfindelse, for der er ingen Hadith, som er Saheh (stærk, troværdig) som viser at profeten bad mere end 13 rakat.
Der er rapporteret om at profeten Muhammed (fred være over ham) sagde; "Hold dig til natbønnen, for det er de retmæssiges handlinger før dig, og en måde at få dig til at bevæge dig nærmere mod din Herre; Den sletter dine synder, og holder dig væk fra dårlige handlinger. (Termizi og el-Hakim)
 Der er for få eller ingen kildehenvisninger i denne artikel, hvilket er et problem. Du kan hjælpe ved at angive troværdige kilder til de påstande, som fremføres i artiklen.

| Islam | Spire Denne islamartikel er en spire som bør udbygges. Du er velkommen til at hjælpe Wikipedia ved at udvide den. |